# 胡杨林场
胡杨林场，是中华人民共和国新疆维吾尔自治区喀什地区麦盖提县下辖的一个乡镇级行政单位。

## 行政区划
胡杨林场下辖以下地区：
虚拟胡杨林场。